# Franciszek Orleański (książę Joinville)
Franciszek Orleański (fr. François-Ferdinand-Philippe-Louis-Marie; ur. 14 sierpnia 1818 w Neuilly-sur-Seine, zm. 16 czerwca 1900 w Paryżu) – książę Joinville. Był siódmym dzieckiem króla Francuzów, Ludwika Filipa I, oraz jego żony, Marii Amelii Burbon-Sycylijskiej.
Był admirałem francuskiej marynarki wojennej, a także utalentowanym artystą. Zasłynął uczestniczeniem w retour des cendres, czyli sprowadzeniu szczątków Napoleona Bonapartego z Wyspy Świętej Heleny.
W 1843 ożenił się z Franciszką Bragança. Miał z nią troje dzieci – Franciszkę (1844-1925), Piotra (1845-1919) i Marię Leopoldynę (1849).

## Życiorys

### Dzieciństwo i młodość
Urodził się 14 sierpnia 1818 roku w Neuilly-sur-Seine jako siódme dziecko Ludwika Filipa I, oraz jego żony, Marii Amelii Burbon-Sycylijskiej. Podobnie jak starsi bracia, swoją młodość spędził w Liceum Henryka IV w Paryżu. Gdy miał niecałe dwanaście lat miała miejsce rewolucja lipcowa we Francji, w wyniku której jego ojciec stał się królem Francuzów. Dwa lata później jego najstarsza siostra, Ludwika Maria, została królową Belgów. Zgodnie z życzeniem swego ojca Franciszek wstąpił do marynarki francuskiej, a po zdaniu odpowiednich egzaminów w brzeskiej szkole marynarki wojennej po raz pierwszy popłynął w 1831 roku na pokładzie fregaty Artemisa do Marsylii, następnie okrąża wybrzeże Francji i zawija do Korsyki, Livorno, Neapolu i Algierii. 
Od najmłodszych lat Franciszek cierpiał na postępującą głuchotę. Jego przyjaciel, Victor Hugo, pisał w swoich pamiętnikach: „Głuchota księcia de Joinville wzrasta. Czasem go to zasmuca, czasem to lekceważy”.

### Retour des cendres
W 1840 roku, dziesięć lat po wstąpieniu na tron Ludwika Filipa I, pojawiły się poważniejsze plany sprowadzenia szczątków Napoleona Bonapartego z Wyspy Świętej Heleny. Było to zgodne z życzeniem cesarza Francuzów, by spocząć na ziemi francuskiej. Ponadto Adolphe Thiers, nowy Président du Conseil Ludwika Filipa I, historyk Konsulatu i Cesarstwa Francuskiego, marzył o powrocie szczątków jako o wielkim politycznym coup de théâtre. Pośród francuskiej rodziny królewskiej nastroje odnośnie sprowadzenia szczątków Napoleona były bardziej krytyczne. Franciszek Orleański nie chciał być zobowiązanym do pracy na rzecz „furmana” bądź „grabarza”, królowa Maria Amelia uznała, że taka akcja byłaby „paszą dla gorących głów”, a jej córka, Ludwika, uważała to za „czysty teatr”.
7 sierpnia 1840 roku fregata la Belle Poule wypłynęła z Tulonu eskortowana przez korwetę la Favorite. Franciszek Orleański dowodził fregatą i całą wyprawą. Podróż trwała 93 dni i, w związku z młodym wiekiem niektórych członków załogi, zamieniła się w wycieczkę turystyczną z czterodniowym kotwicowaniem w Kadyksie, na Maderze na 2 dni i na Teneryfie na 4 dni, podczas gdy na Bahia (w Brazylii) balowano i świętowano przez 15 dni. Dwa statki ostatecznie dobiły do Świętej Heleny 8 października i na redzie znalazły francuski bryg l'Oreste, dowodzony przez Doreta, jednego z chorążych, którzy wymyślili śmiały plan w Île-d’Aix, by przewieźć Napoleona po Waterloo na lugierze, i który został kapitanem korwety. Doret przybył na Świętą Helenę, by oddać swój ostatni respekt do Napoleona, lecz także przyniósł martwiące wieści – incydent egipski, połączony z agresywną polityką Thiersa, był bardzo bliski wywołania dyplomatycznej ruptury między Francją a Wielką Brytanią. Książę Joinville wiedział, że ceremonia zostanie uszanowana, ale zaczął się bać, że zostaną przechwyceni przez brytyjskie statki w drodze powrotnej.
Misja wysiadła na ląd następnego dnia i udała się do Plantation House, gdzie gubernator wyspy, major-generał George Middlemore czekał na nich. Po długiej rozmowie z Franciszkiem (podczas gdy reszta załogi oczekiwała niecierpliwie w holu), Middlemore stanął przed resztą misji i ogłosił: „Panowie, szczątki Cesarza zostaną wam przekazane w czwartek 15 października”. Następnie misja wyruszyła do Longwood przez Dolinę Grobowców, zwaną też Doliną Geranium. Przy bramie ogrodzenia książę Joinville zsiadł, obnażył głowę i zbliżył się do kratki; za nim poszła reszta misji. W głębokiej ciszy patrzyli oni na poważny i goły grób rozmyślając. Po pół godzinie Franciszek wsiadł z powrotem na konia i wyprawa trwała dalej. Wyprawa wróciła do Doliny Grobowca o północy 14 października, choć książę Joinville pozostał na statku, ponieważ wszystkie operacje aż do przyjazdu trumny do punktu załadunkowego były przewidziane dla brytyjskich żołnierzy, a nie francuskich marynarzy, tak więc czuł, że nie może być obecny przy pracach, nie może nimi kierować. O 5.30 Middlemore podszedł do Franciszka Orleańskiego, a ich krótka rozmowa wyznaczyła punkt, w którym szczątki Napoleona zostały oficjalnie przekazane Francji.

### Małżeństwo i potomstwo
W 1842 roku udał się do Brazylii, aby prosić o rękę Franciszki Bragança. Ślub pary odbył się 1 maja 1843 roku w Rio de Janeiro.
- Franciszka (ur. 14 sierpnia 1844, zm. 28 października 1925). W 1863 roku wyszła za mąż za swojego brata stryjecznego, Roberta Orleańskiego, księcia Chartres. Miała z nim pięcioro dzieci – Marię (1865–1909), Roberta (1866–1885), Henryka (1867–1901), Małgorzatę (1869–1940) i Jana (1874–1940).
- Piotr (ur. 4 listopada 1845, zm. 17 lipca 1919) – książę Penthiévre. Nigdy się nie ożenił. Jego długoletnią kochanką była Angélique Marie Augustine Lebesgue. Miał z nią dwoje nieślubnych dzieci: Joannę (1879–po 1903) i Piotra (1881–1962).
- Maria Leopoldyna (ur. i zm. 30 października 1849).

### Późniejsze życie
Poprzez swoją starszą córkę był dziadkiem pretendenta do tronu Francji – Jana Orleańskiego, księcia de Guise. Młodsza córka Franciszka urodziła się w Anglii, gdzie francuska rodzina królewska udała się na wygnanie. Rok później, w 1850 roku, zmarł ojciec Franciszka – obalony Ludwik Filip I. Za czasów Drugiego Cesarstwa, Napoleon III, zgodził się na powrót Burbonów do Francji. Żona Franciszka zmarła w 1898 roku, on sam przeżył ją zaledwie o dwa lata i zmarł w czerwcu 1900 roku w Paryżu.

## Odznaczenia
- Legia Honorowa (Francja)[5]
- Order Krzyża Południa (Brazylia)[5]
- Order Złotego Runa (Hiszpania) – 1846[6]
- Order Ernestyński (Saksonia) – 1864[7]
- Order Świętego Ferdynanda (Sycylia)[8]
- Order Wieży i Miecza (Portugalia)[9]
- Order Leopolda (Belgia) – 1842[10]

## Prace

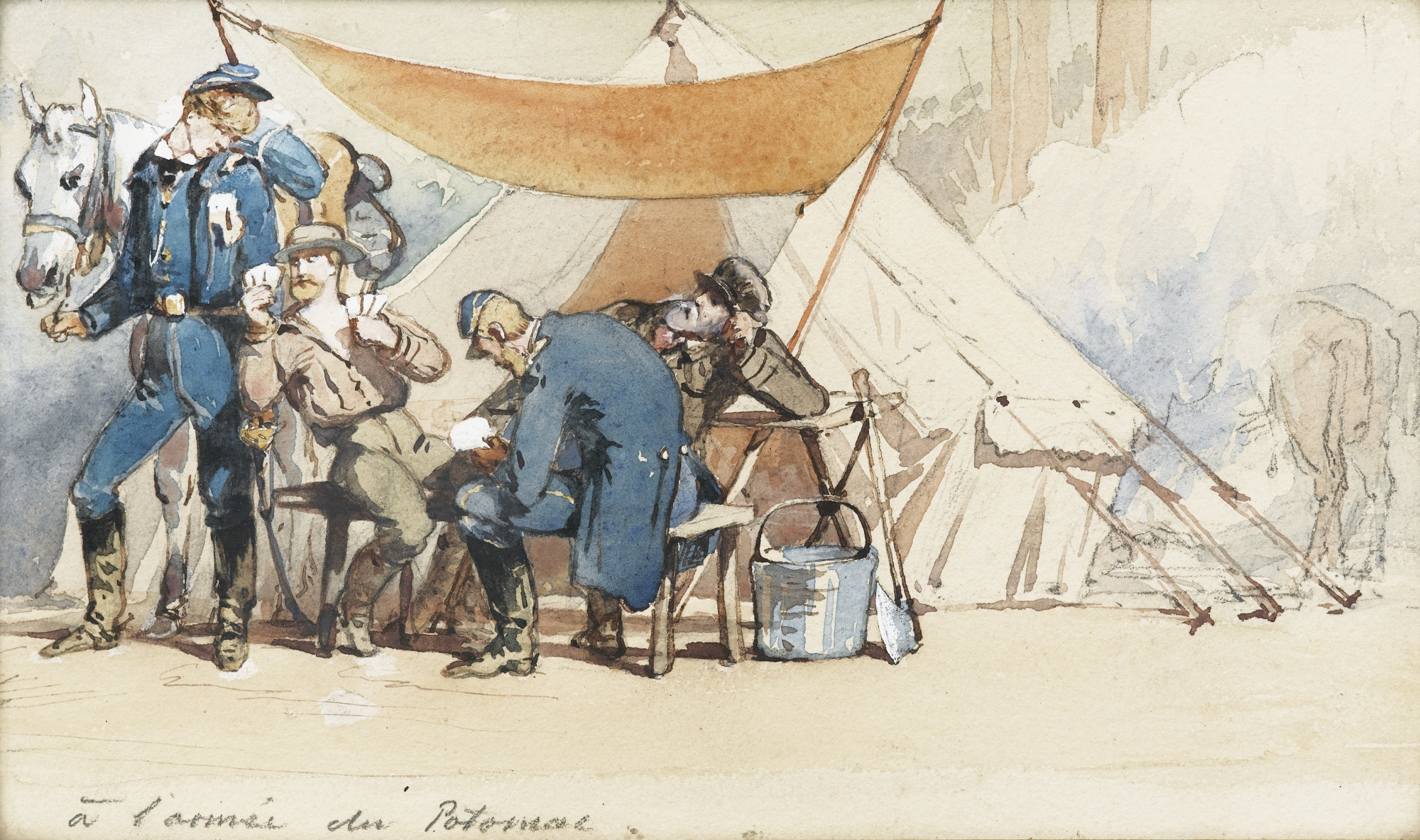
A l'armée du Potomac, przed 1900.
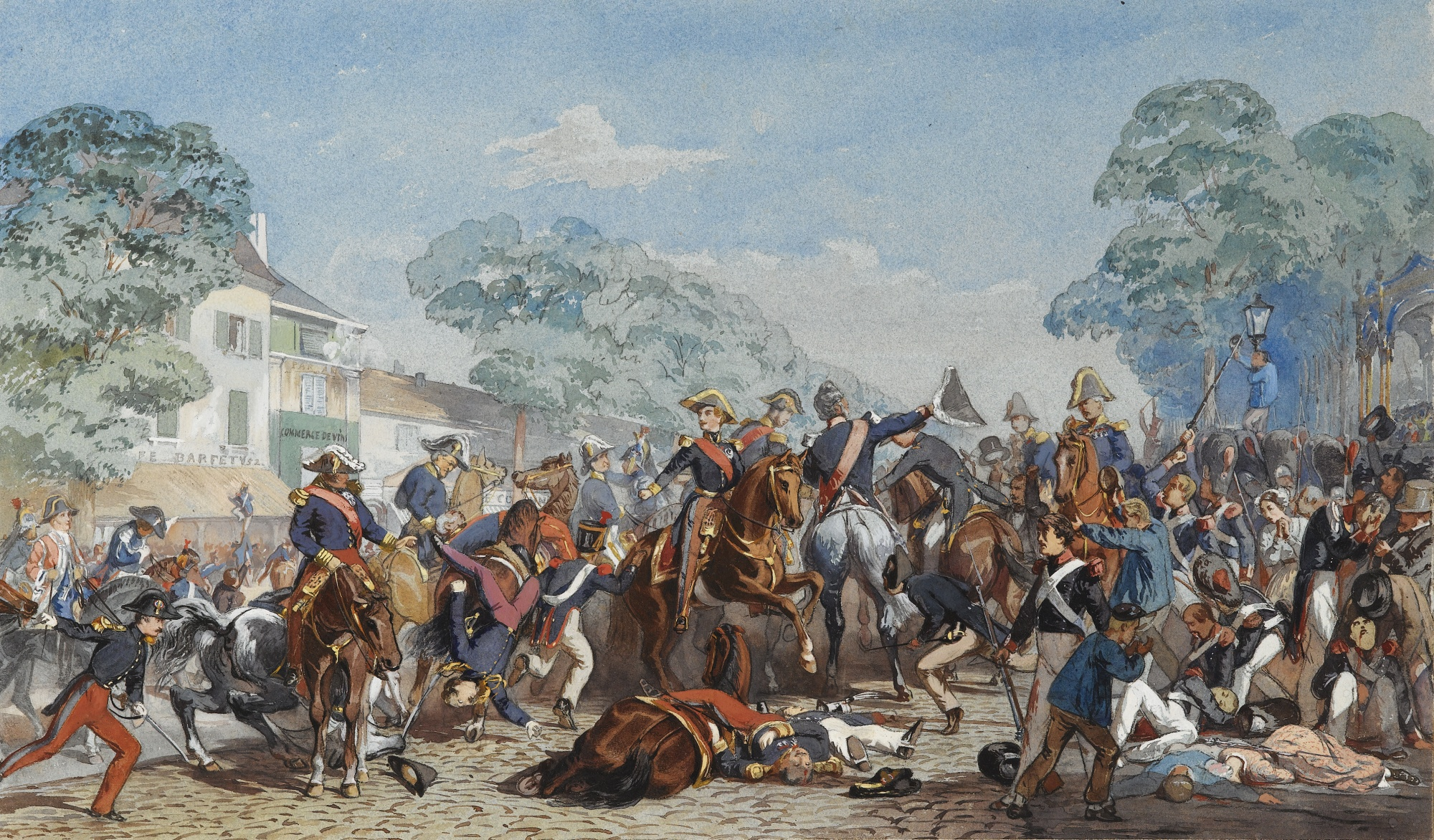
Attentat de Fieschi, przed 1900.
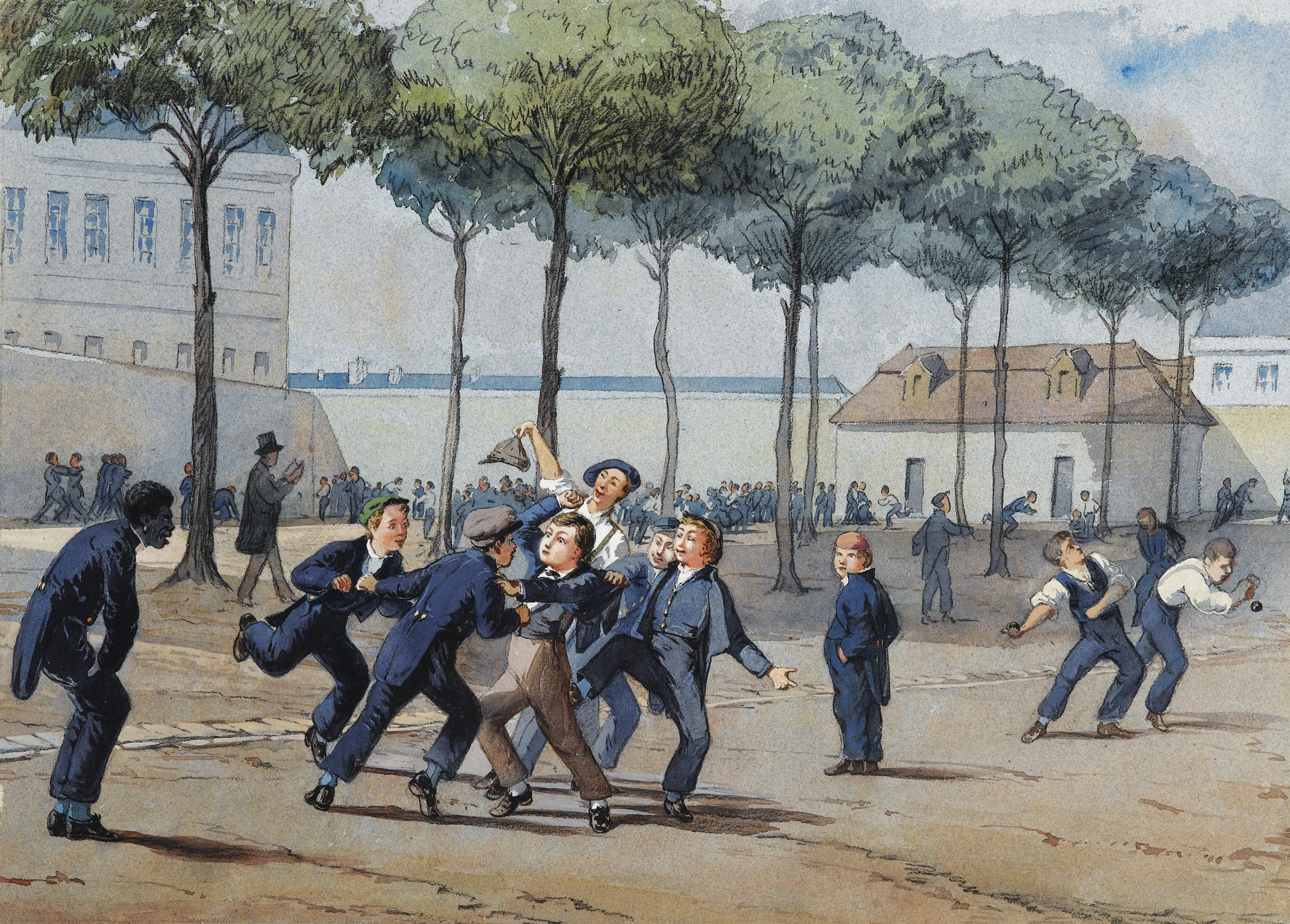
Au lycée Henri IV, 1829.
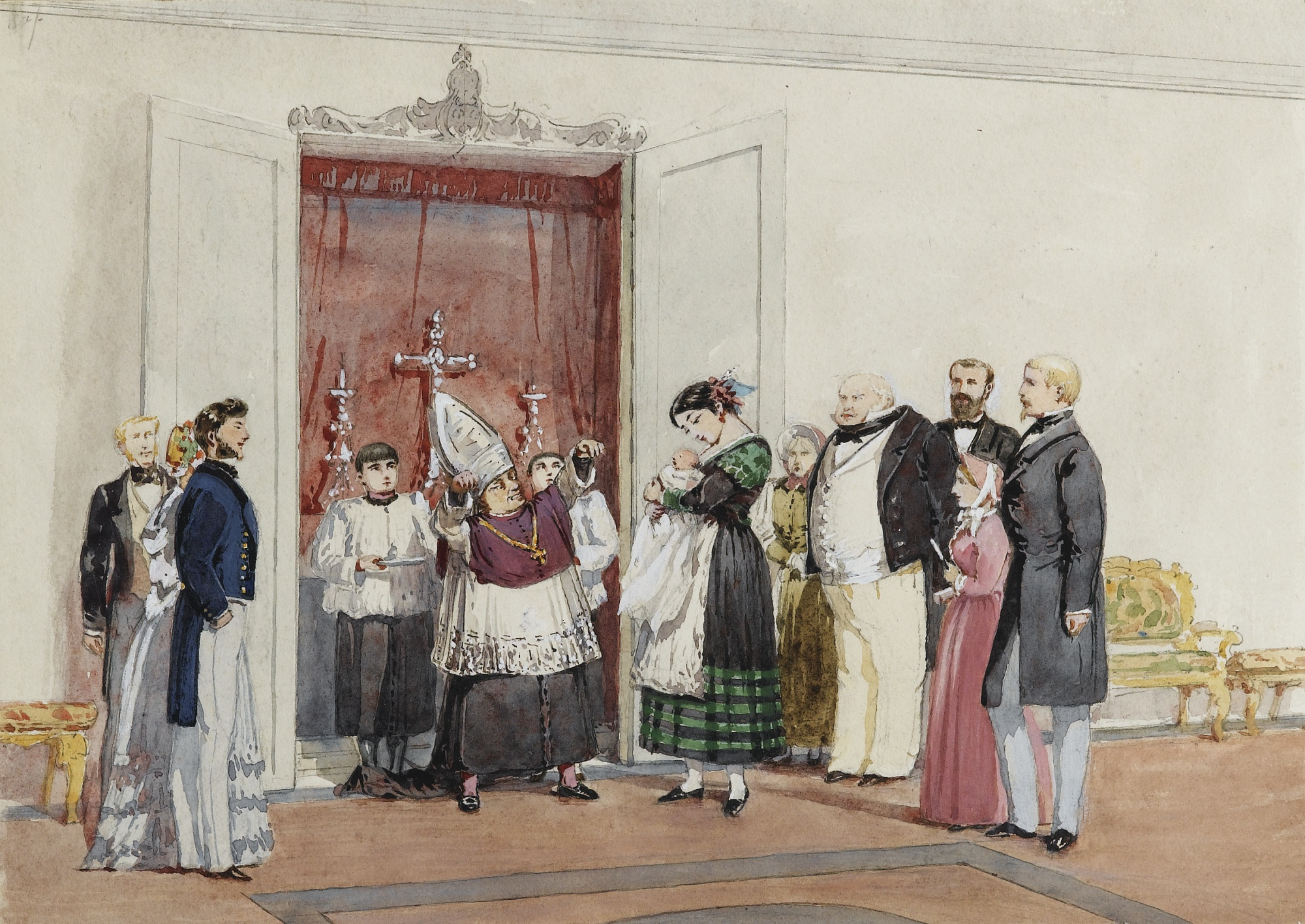
Chrzest dziecka księcia Montebello, przed 1900.
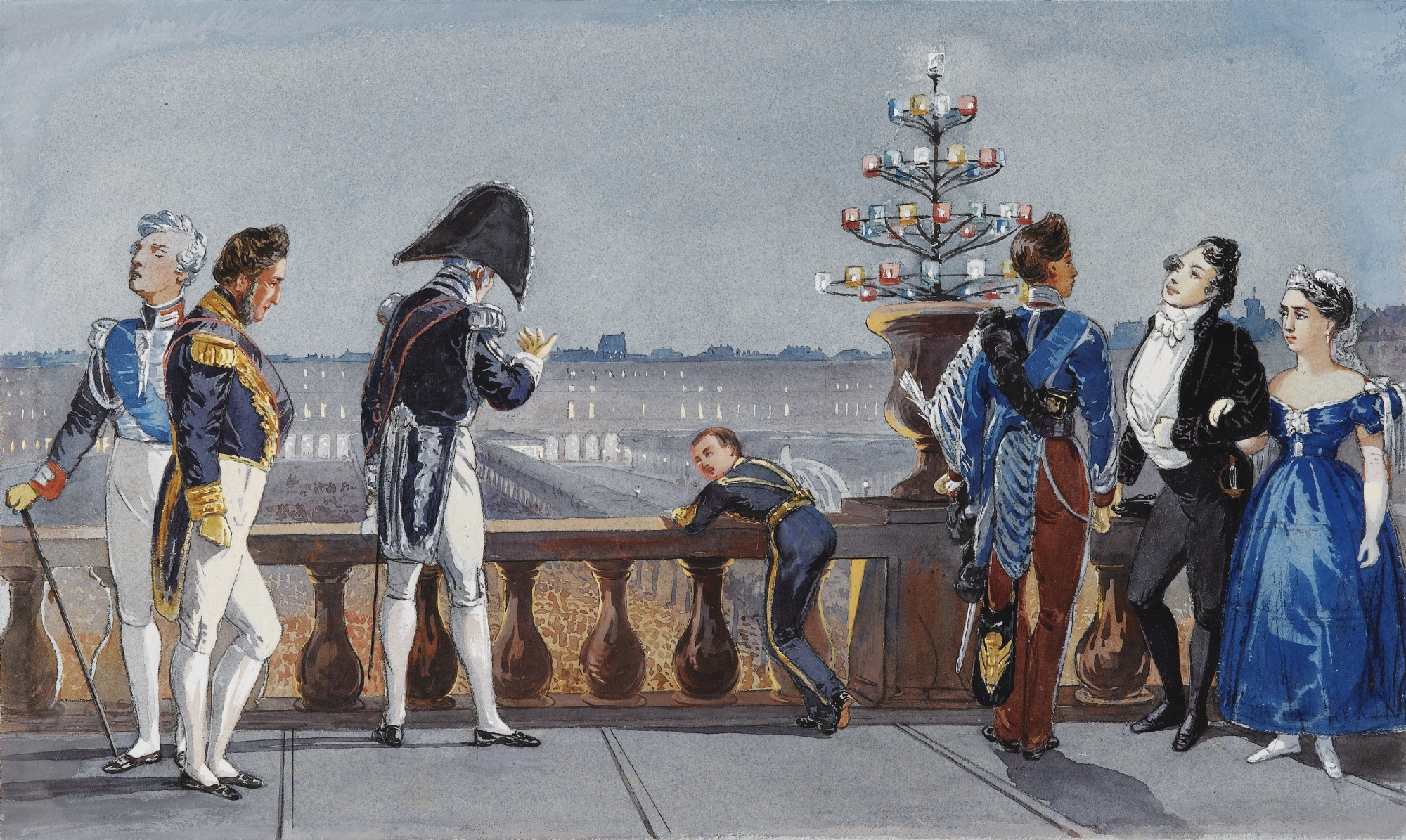
Bonjour, mon peuple!, przed 1900.
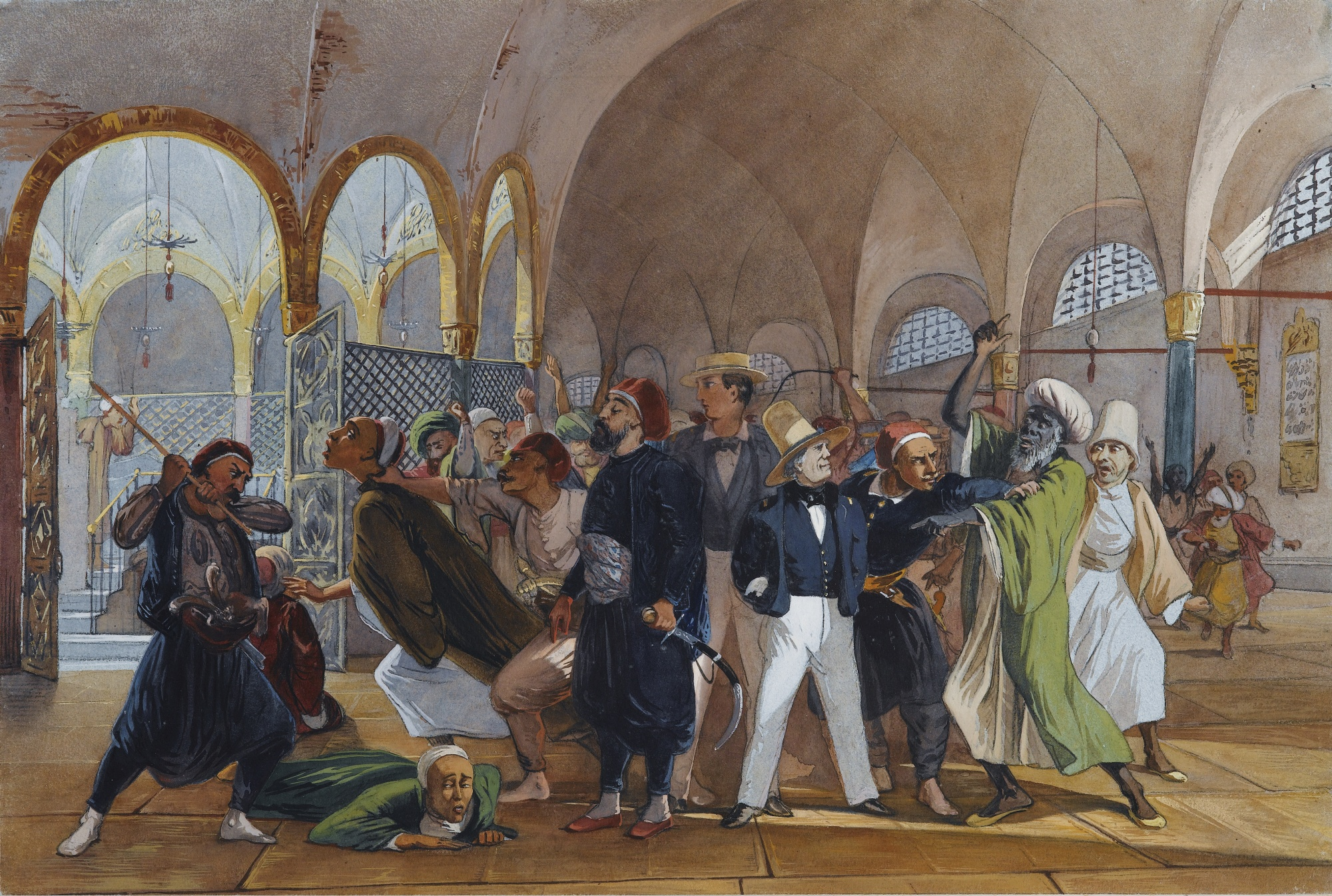
Dans le Levant, przed 1900.
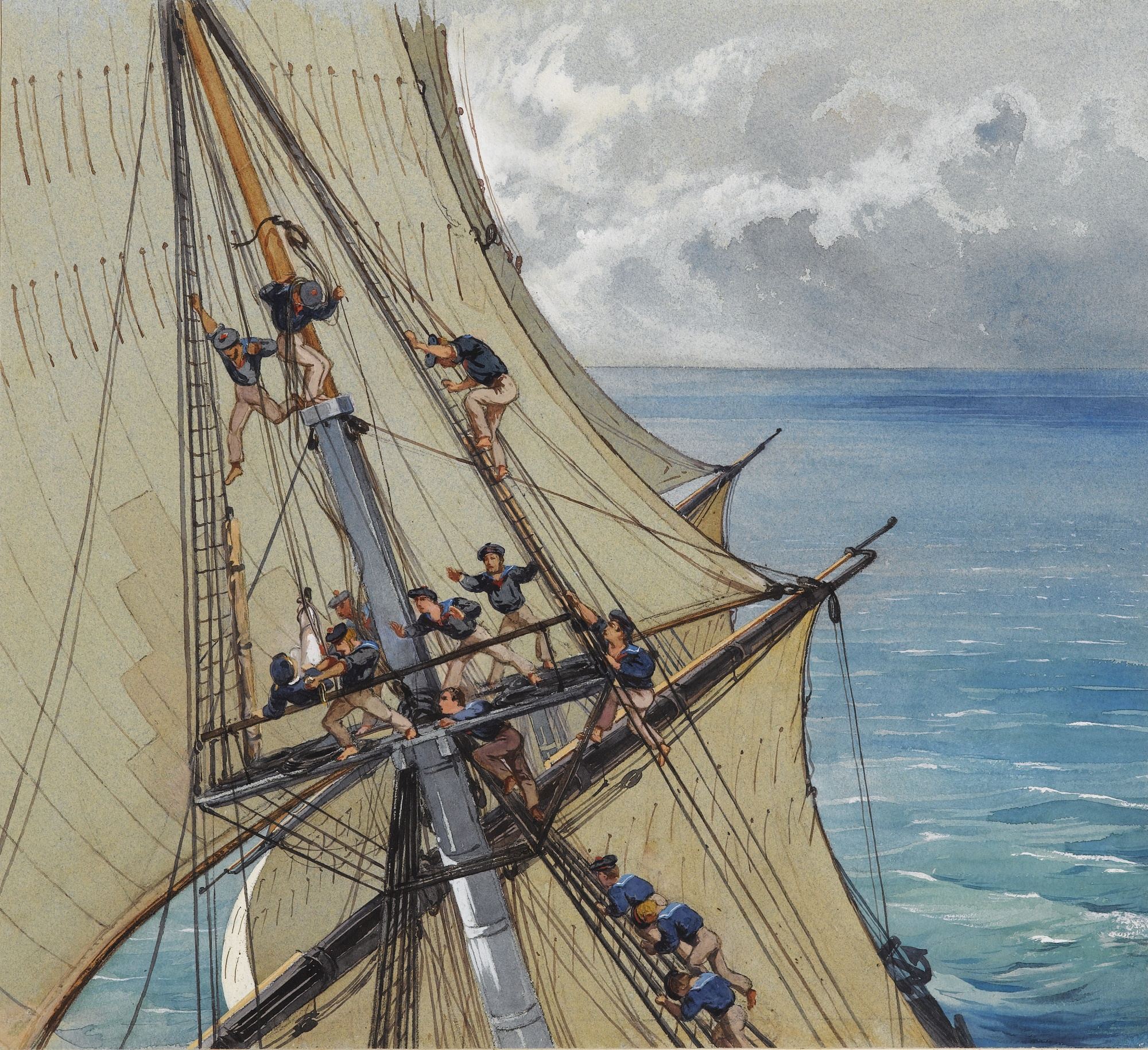
Elève de marine, przed 1900.
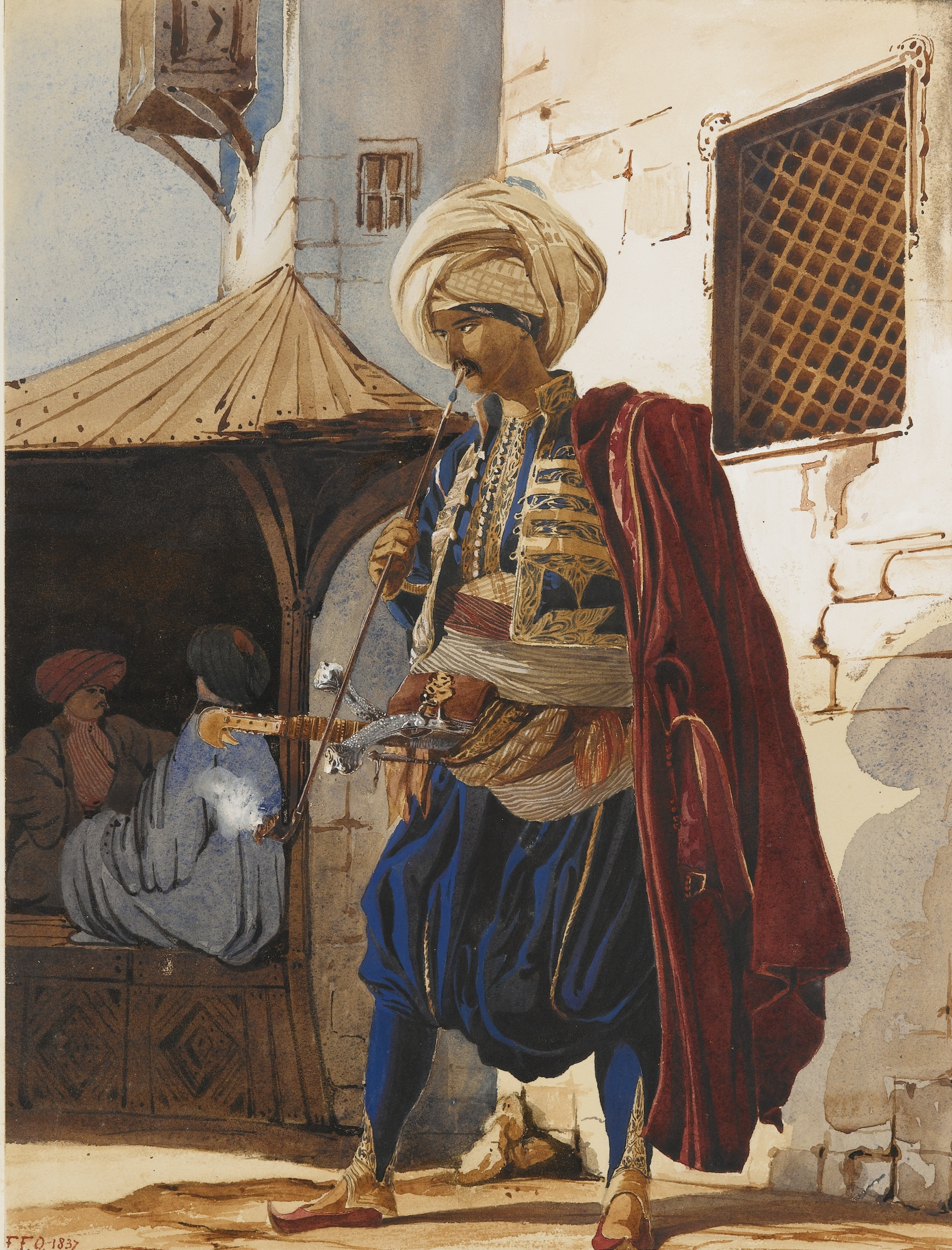
Etude de personnage oriental, 1837.
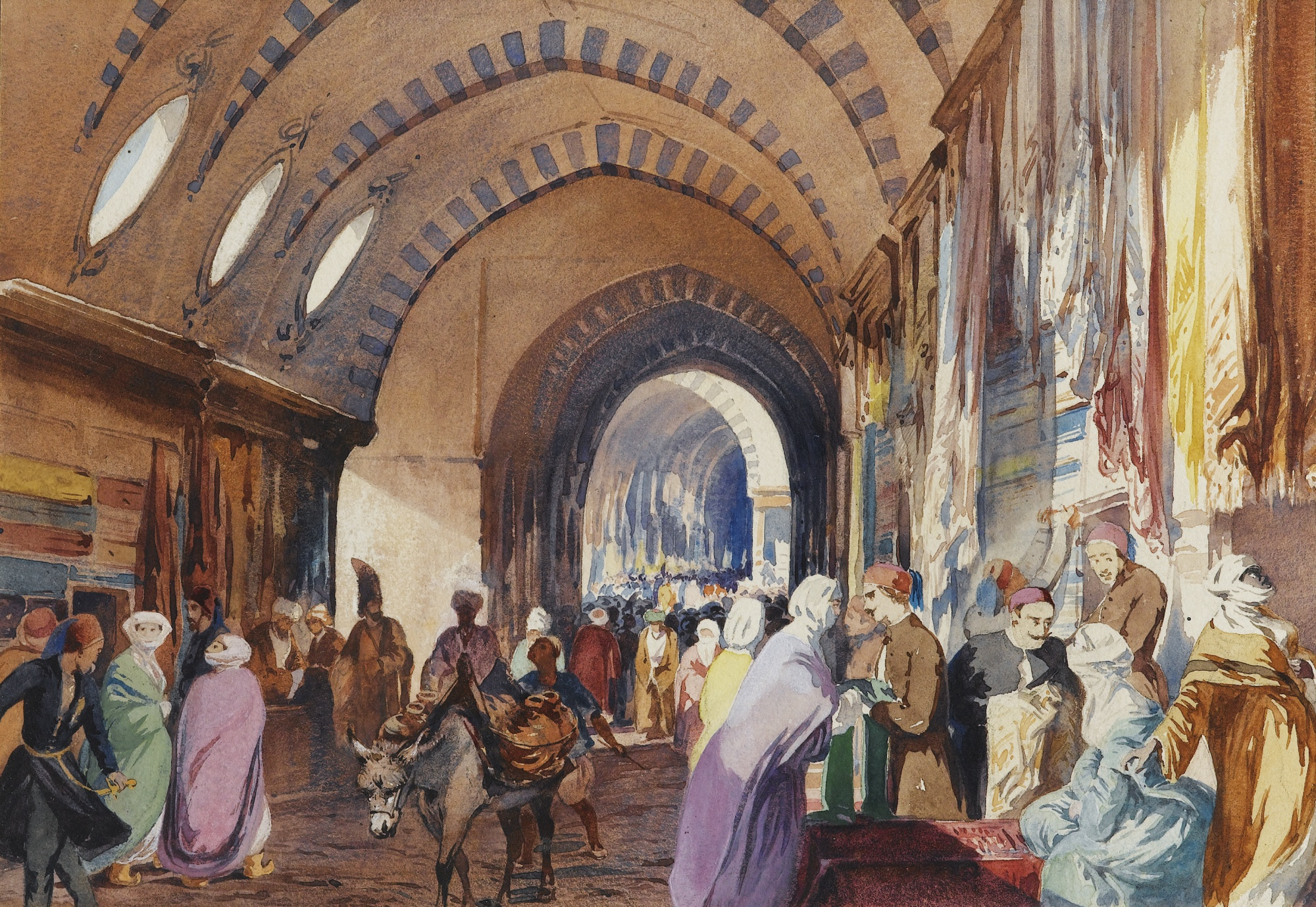
Grand bazar de Constantinople, przed 1900.
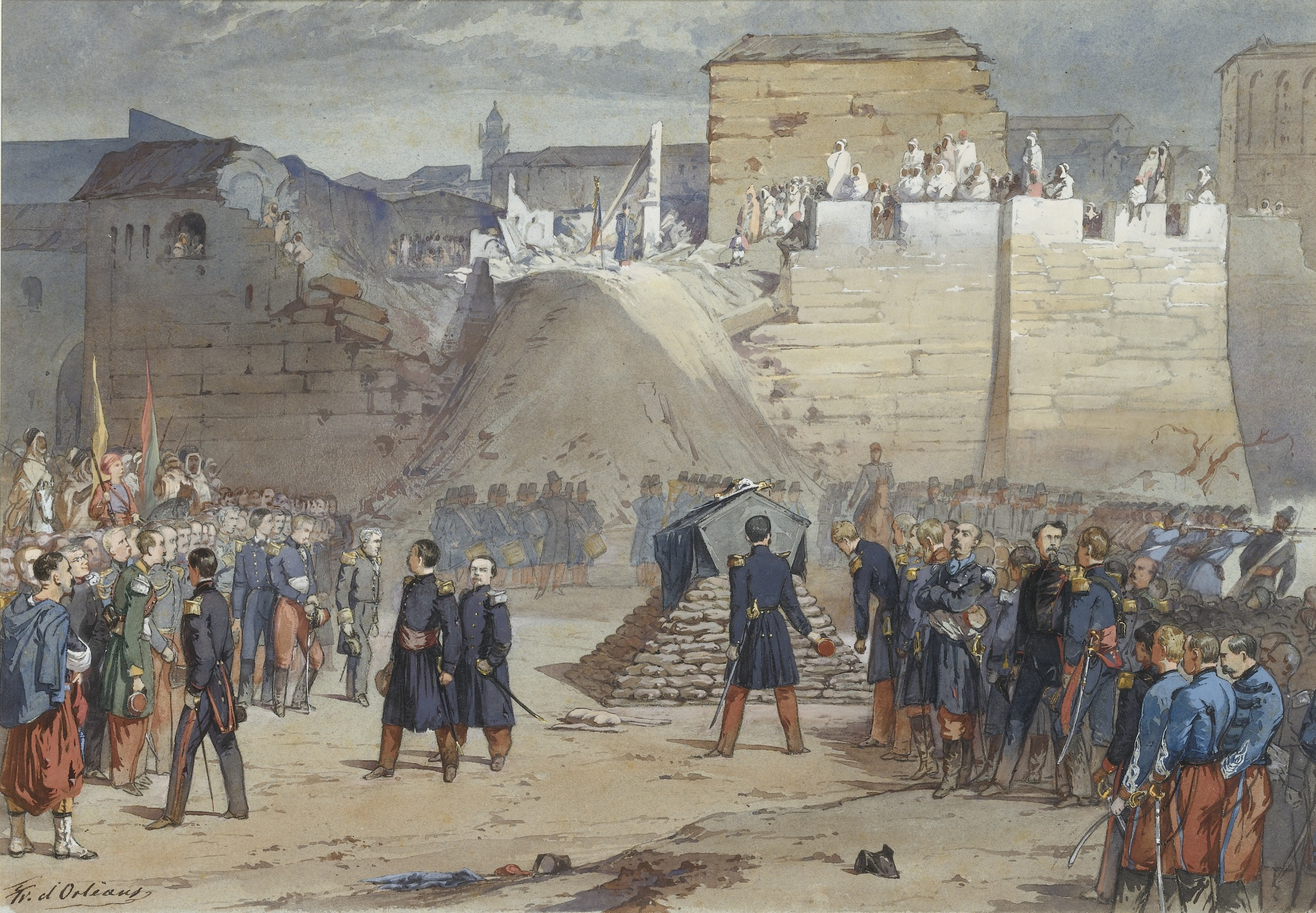
Honneurs rendus au général Damremont, 1837.
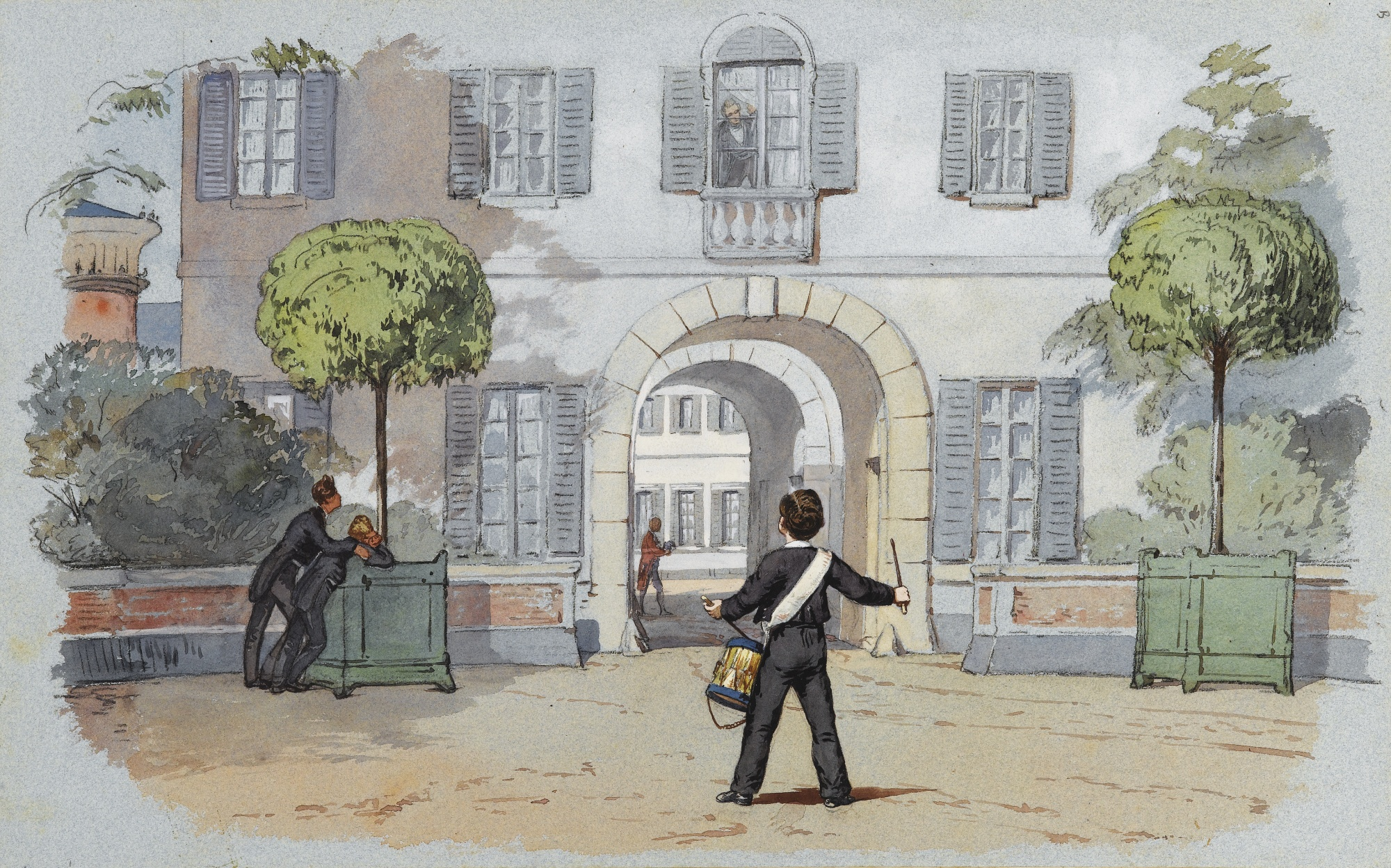
Il a des lunettes, przed 1900.
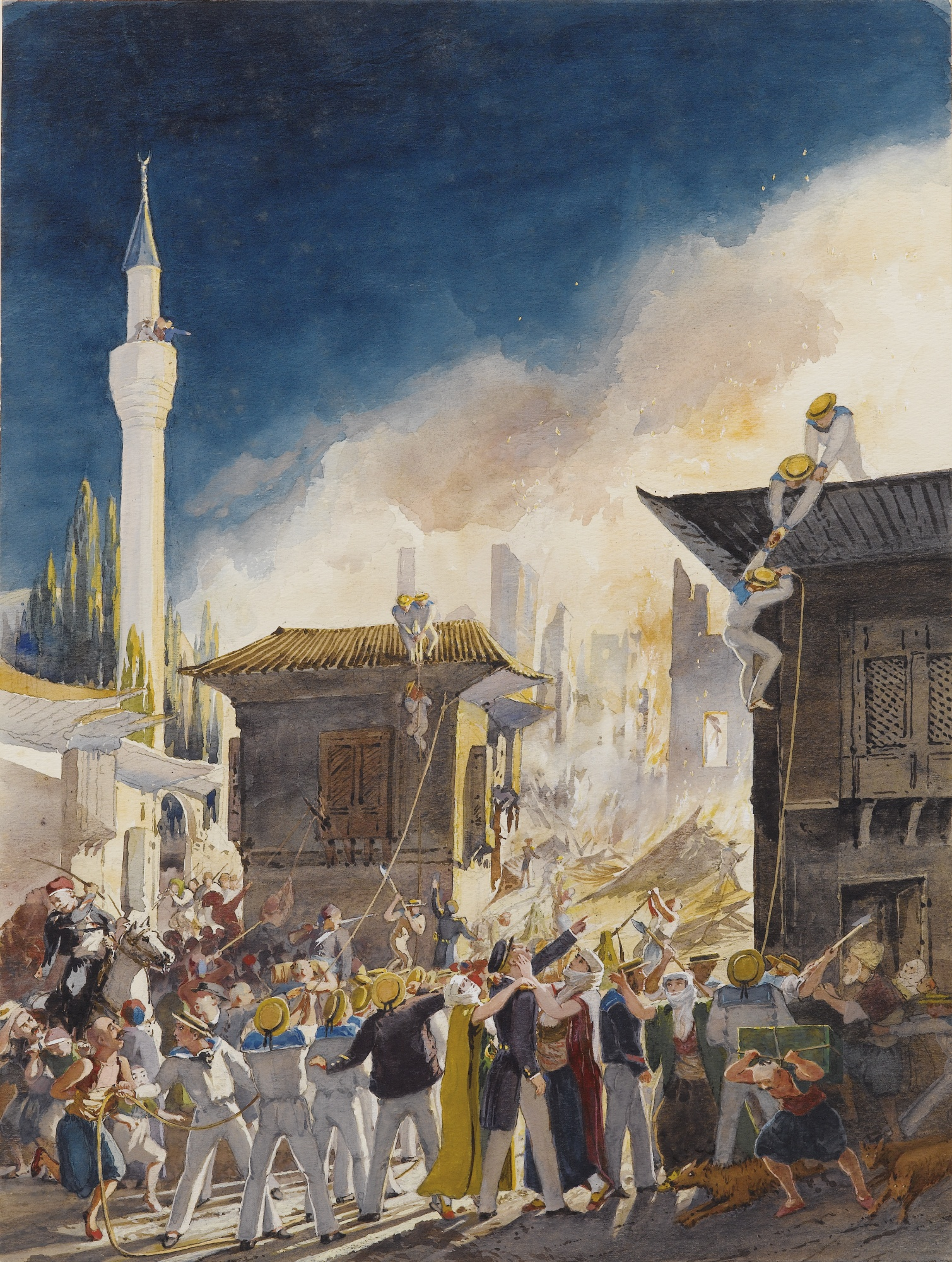
Incendie de Pera à Constantinople, przed 1900.
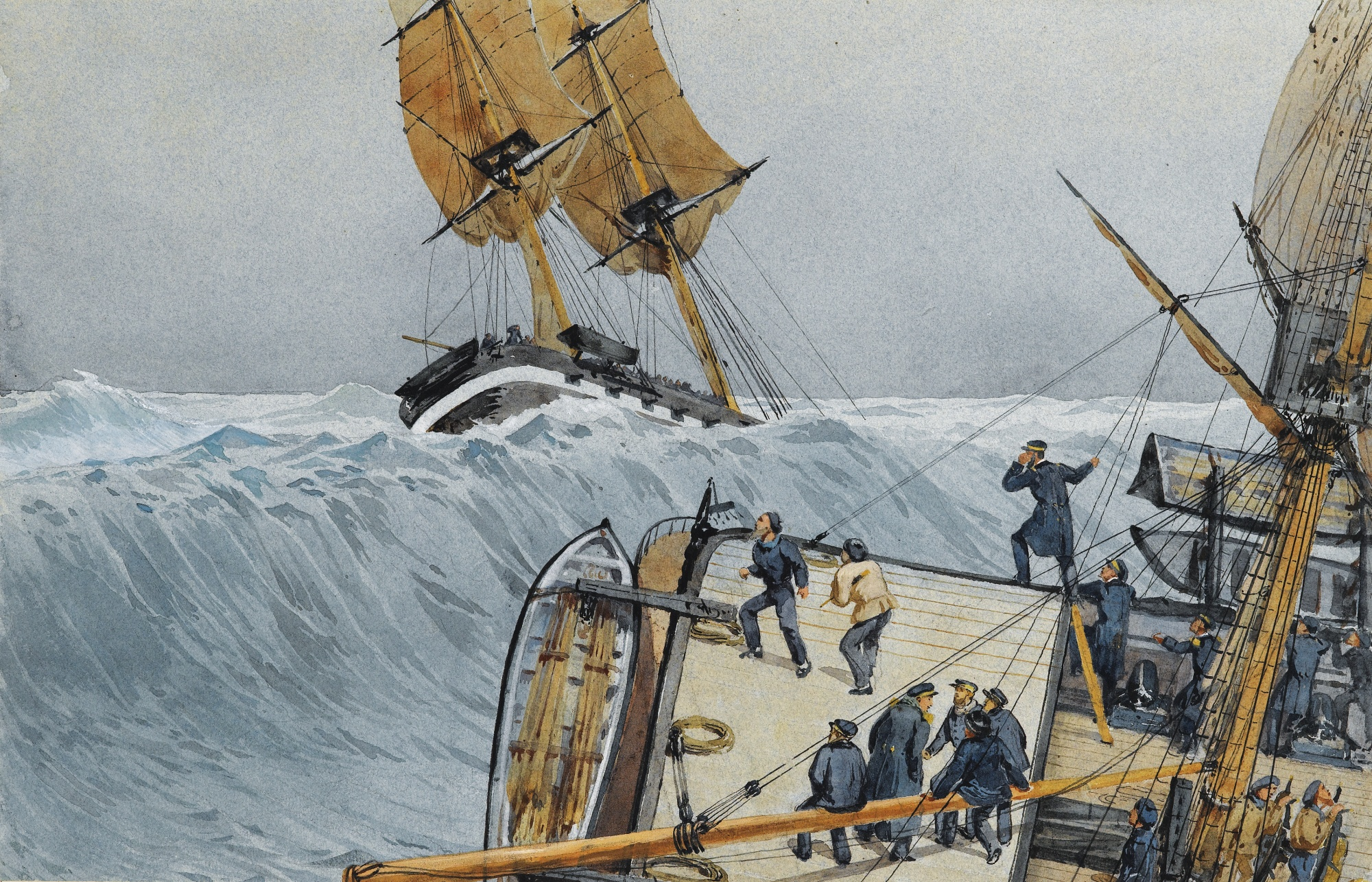
La Belle Poule et le Cassard, przed 1900.
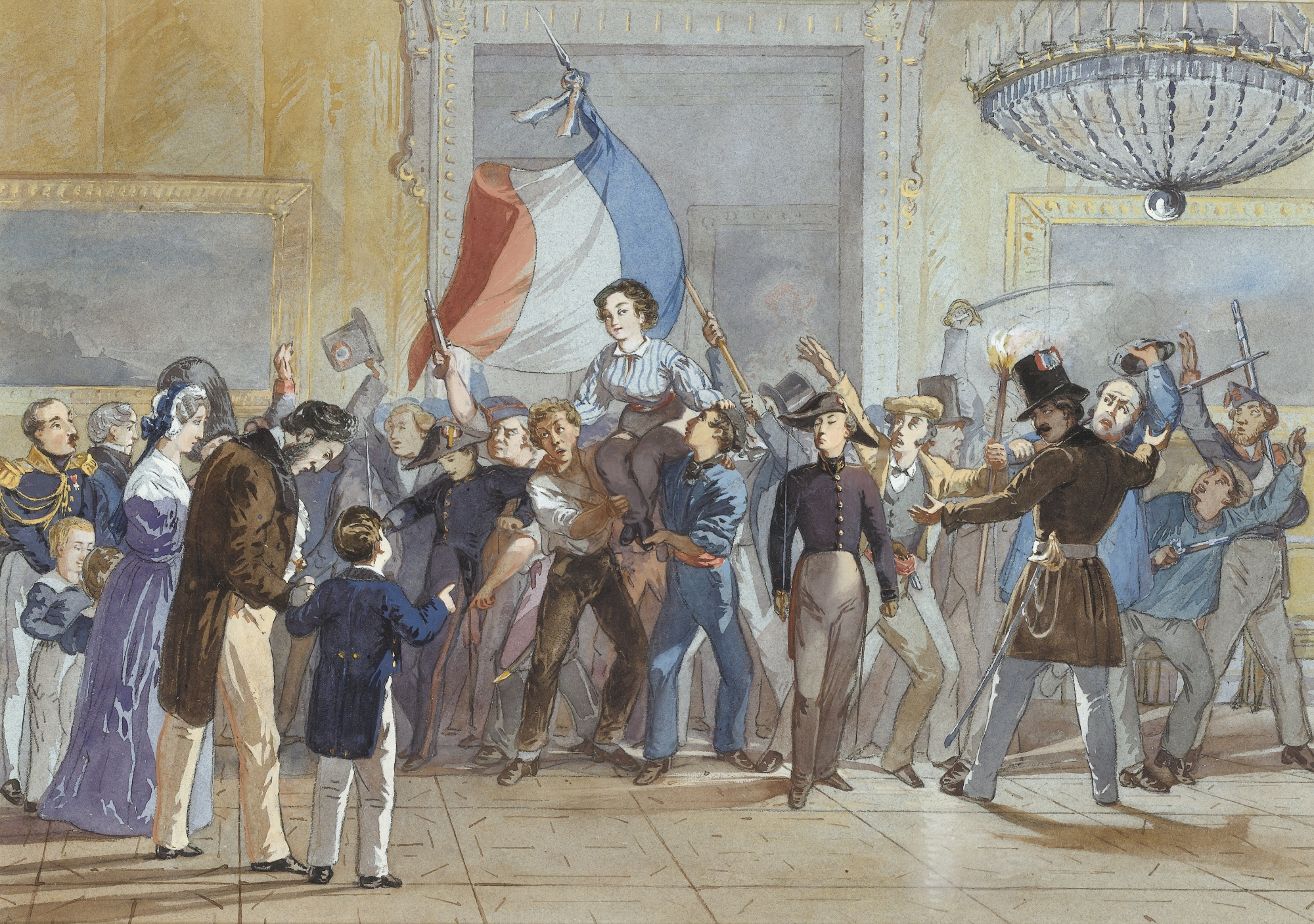
La révolution de 1830, le 31 juillet, przed 1900.
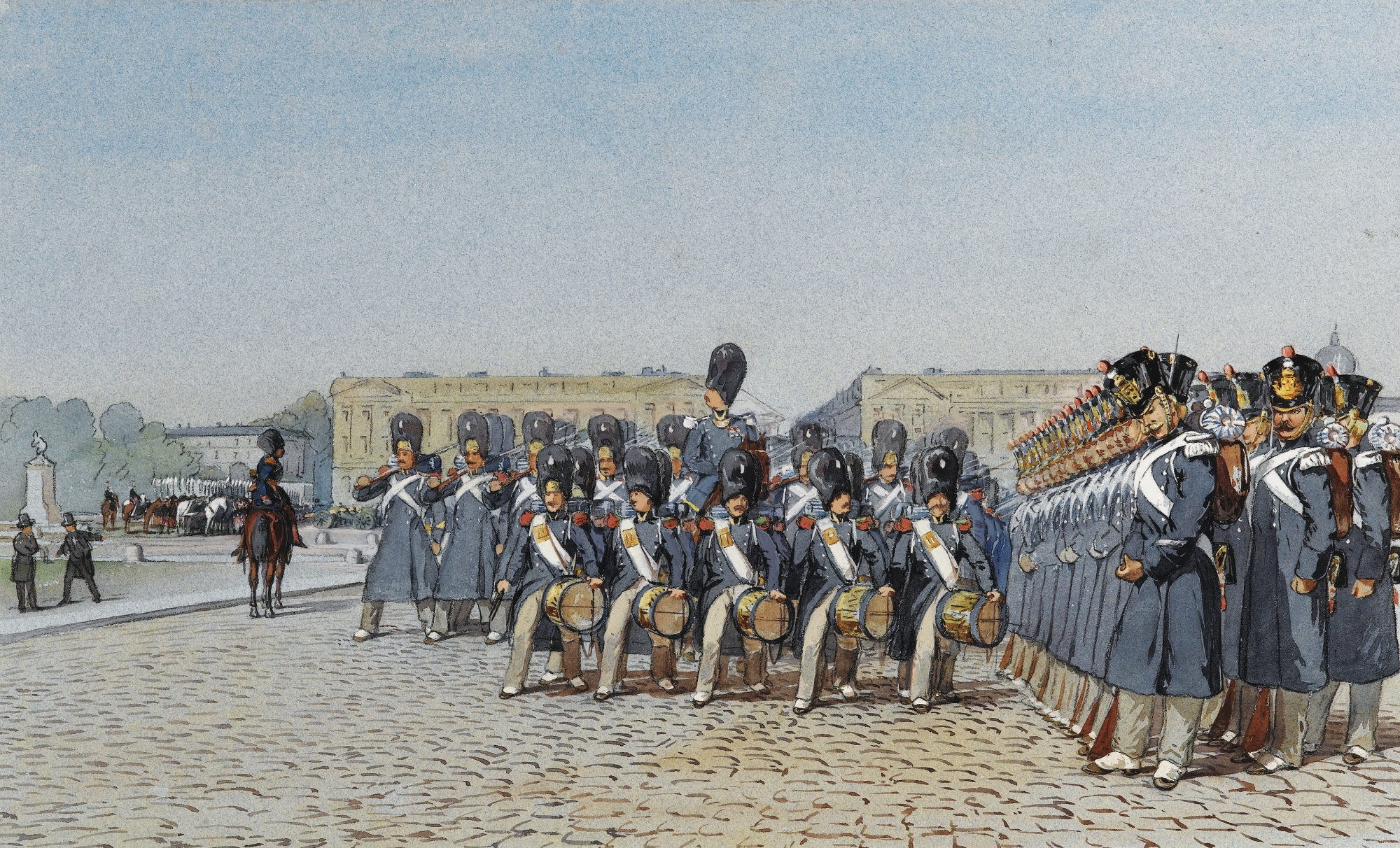
La révolution de 1830, przed 1900.
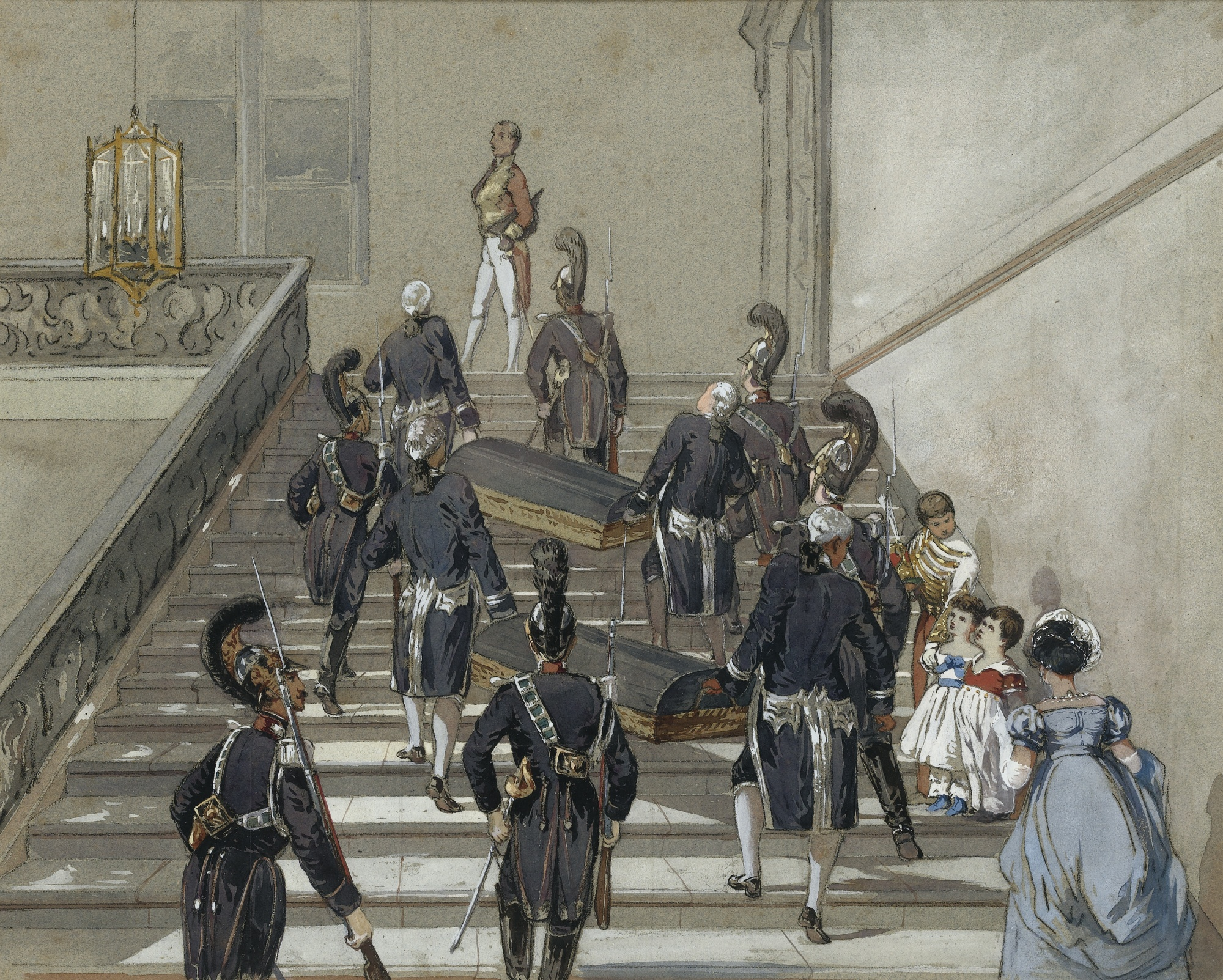
La viande du roi, 1824, 1824.
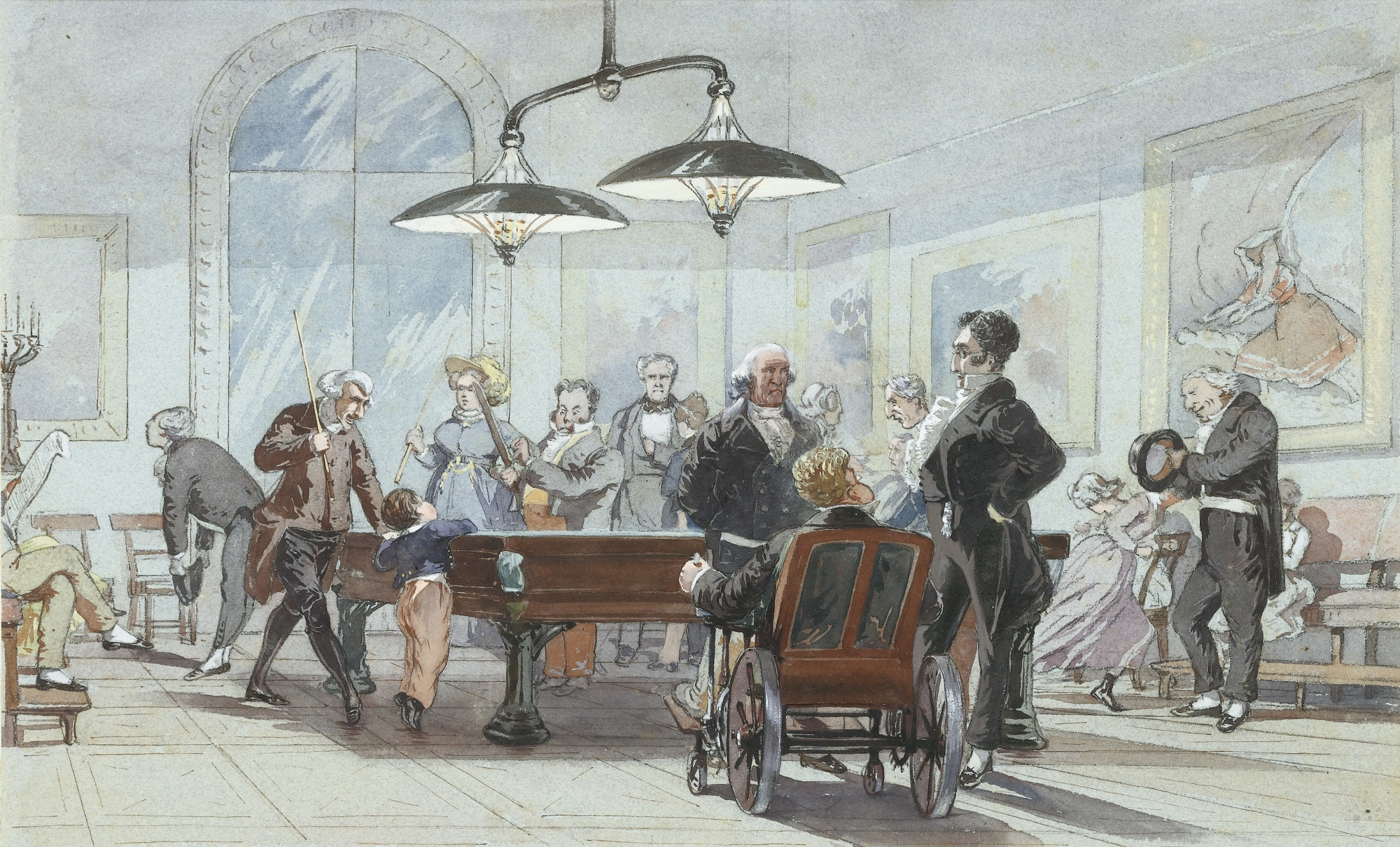
Le billard du château de Neuilly en 1824, przed 1900.
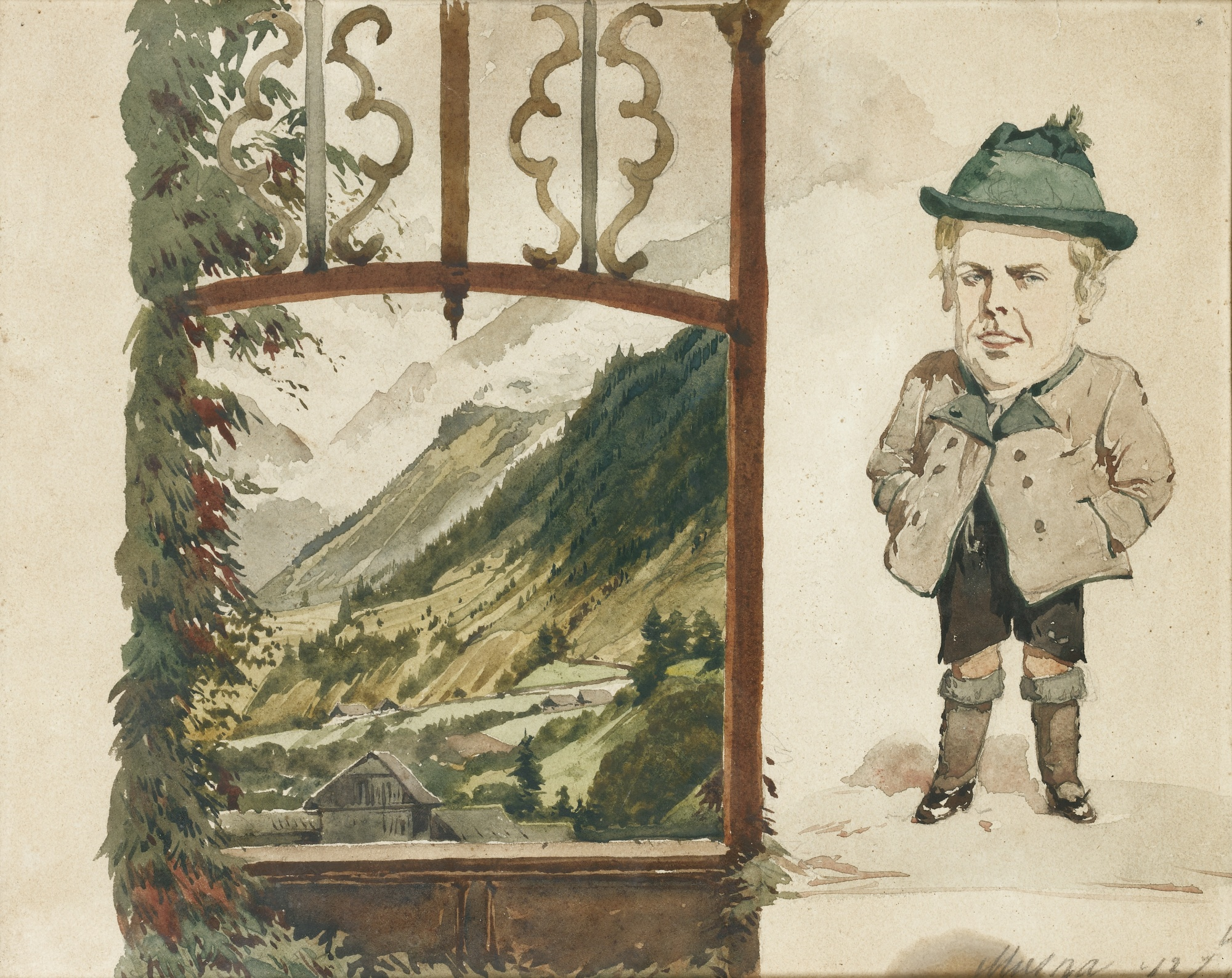
Le prince de Hombourg, przed 1900.
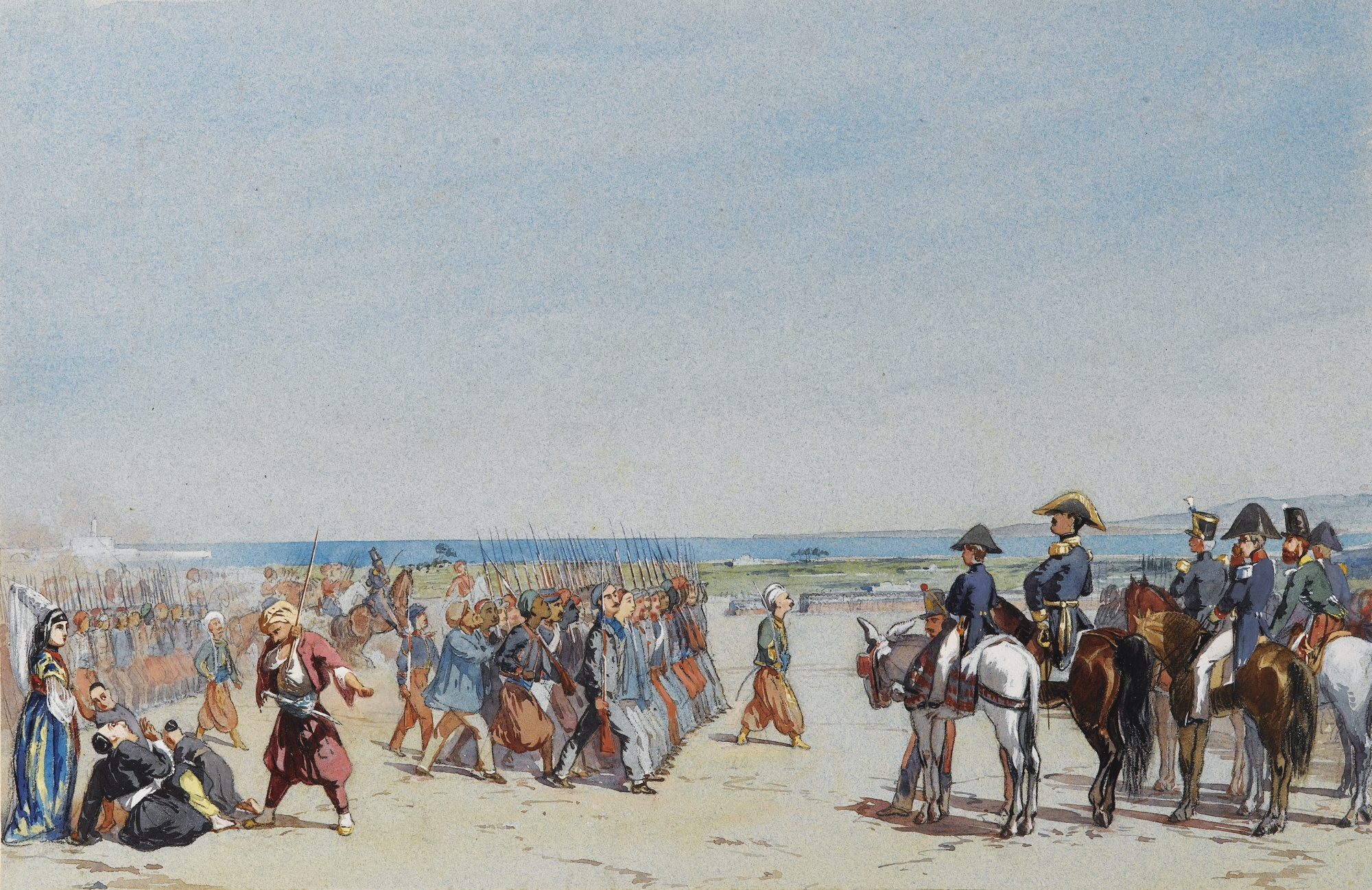
Les zouaves, 1831, przed 1900.
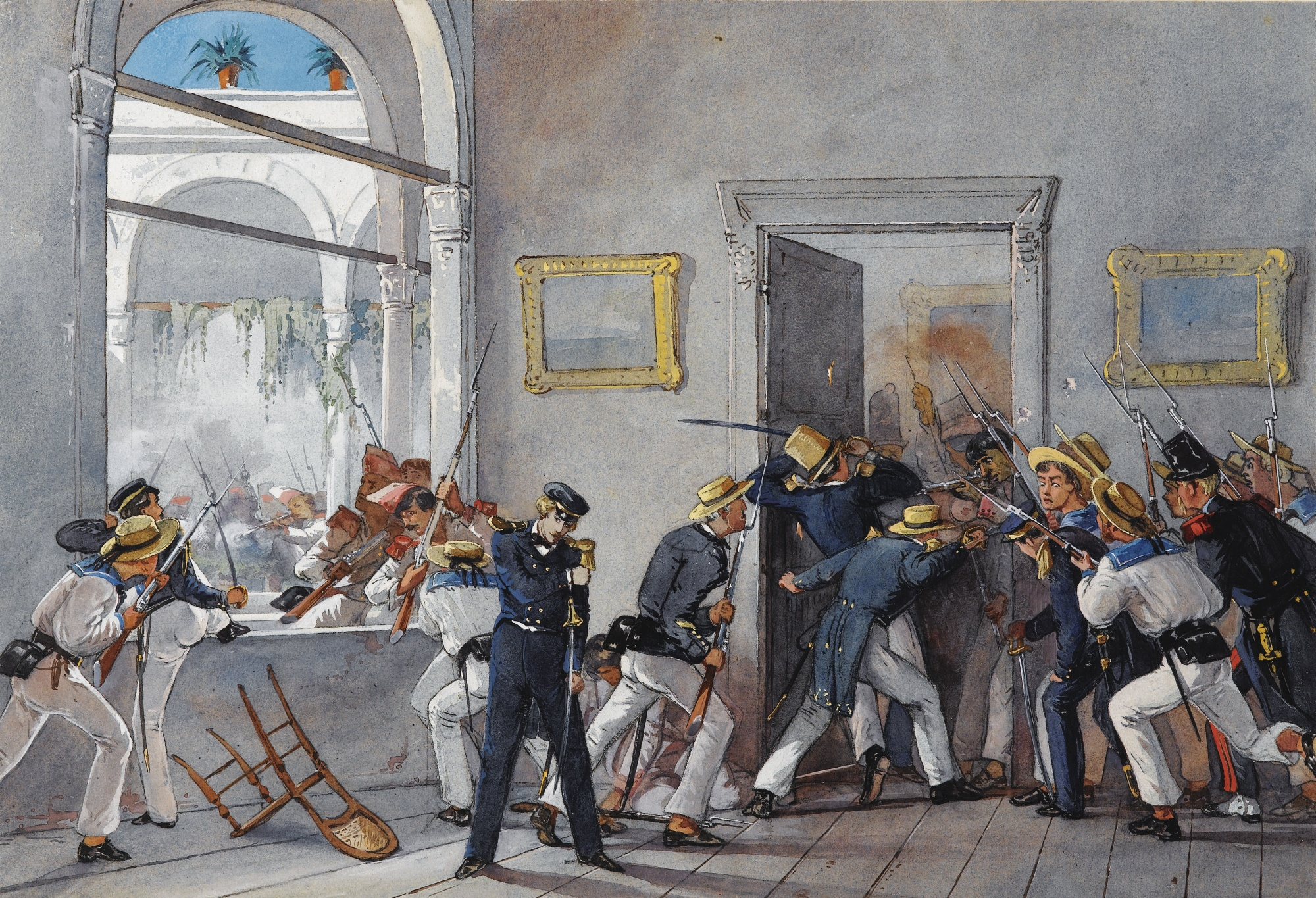
Mexique, 1838, combat de Vera Cruz, przed 1900.
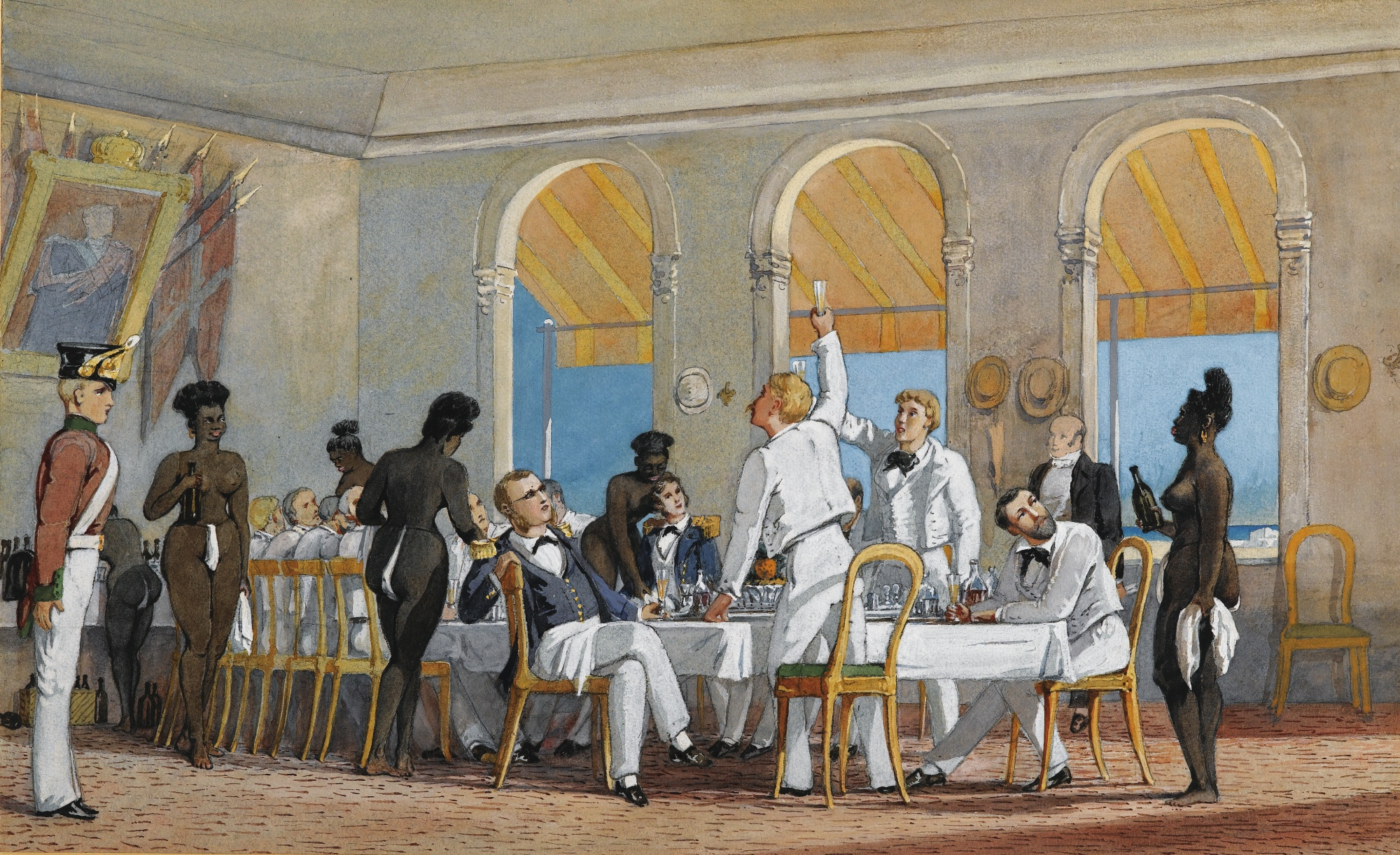
Sur l'Île de Gorée, un dîner en Guinée, przed 1900.
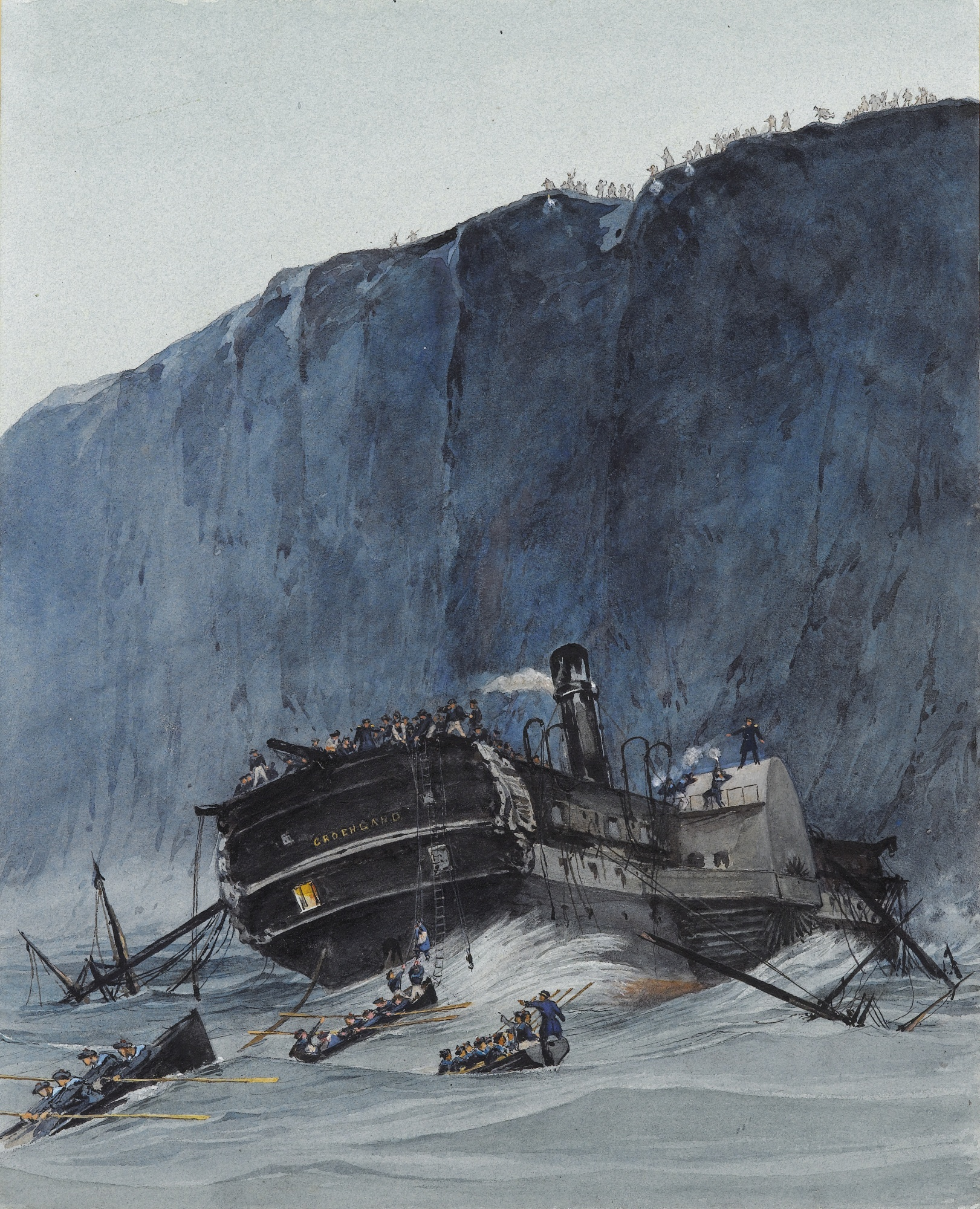
Naufrage, perte du Groenland au Maroc, 1844, przed 1900.
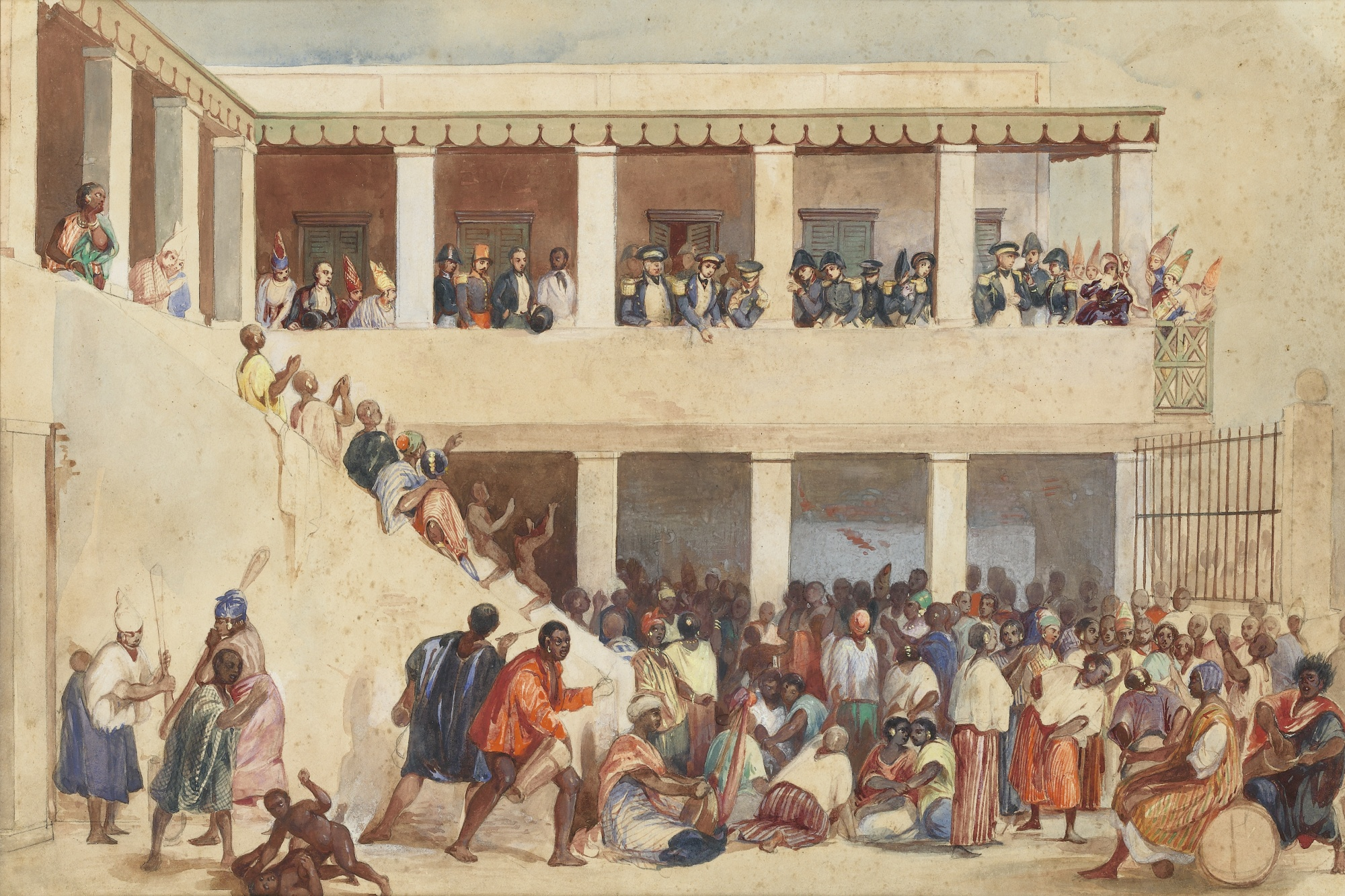
Tam-tam à Gorée, 1837.
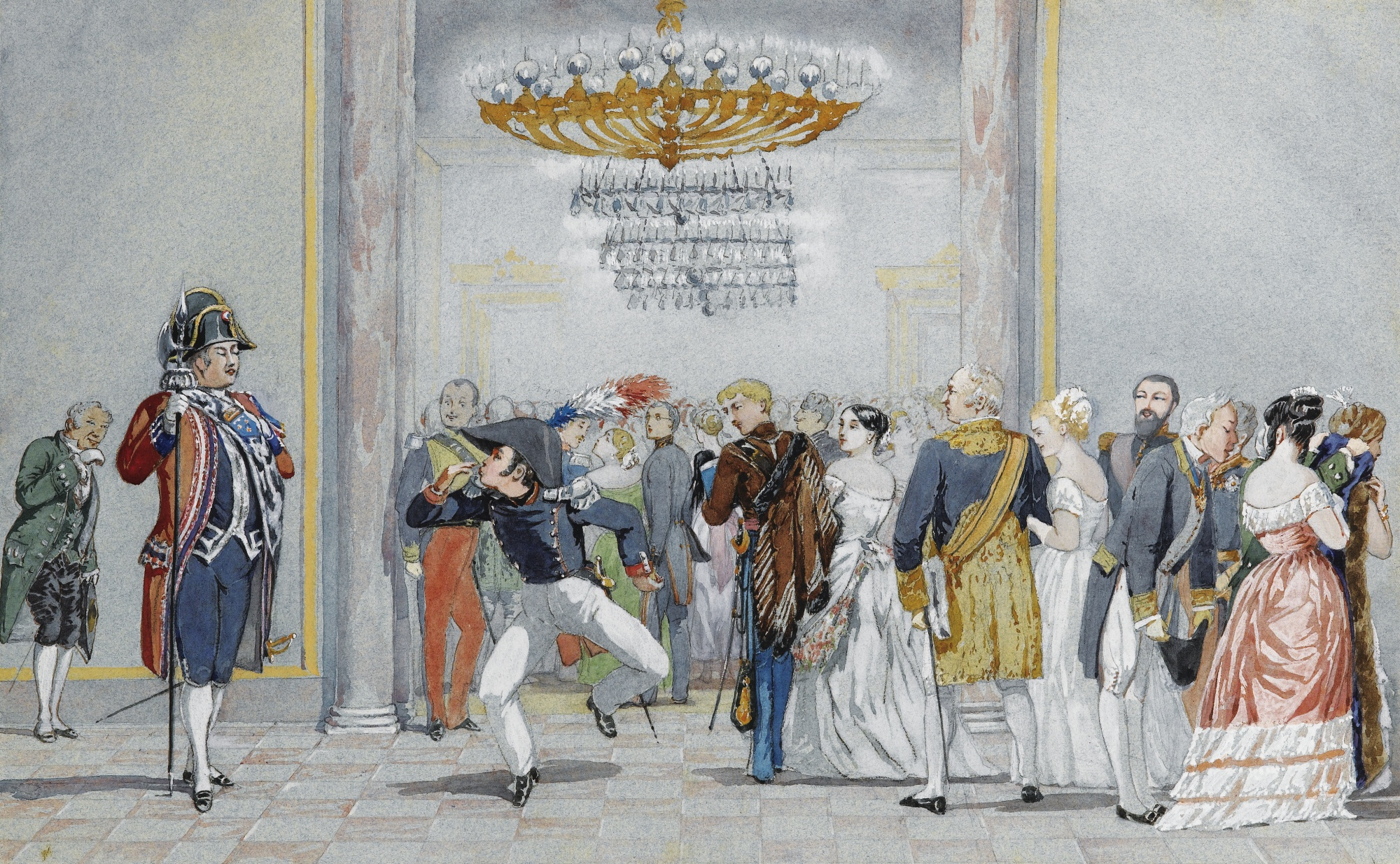
Un bal aux Tuileries après le souper, przed 1900.

## Genealogia
| Prapradziadkowie                 | Ludwik I Orleański (1703-1752) ∞1724 Augusta Maria Joanna Badeńska (1704-1726)            | Ludwik Armand II de Bourbon-Conti (1695-1727) ∞1713 Ludwika Elżbieta de Bourbon-Condé (1693-1775) | Ludwik Aleksander de Bourbon (1678-1737) ∞1723 Maria Wiktoria de Noailles (1688-1766)     | Franciszek III d’Este (1698-1780) ∞1721 Charlotta Aglaé Orleańska (1700-1761)             | Filip V Hiszpański (1683-1746) ∞1714 Elżbieta Farnese (1692-1766)           | August III Sas (1696-1763) ∞1719 Maria Józefa Habsburg (1699-1757)          | Leopold I Józef (1679-1729) ∞1698 Elżbieta Charlotta Orleańska (1676-1744)  | Karol VI Habsburg (1685-1740) ∞1708 Elżbieta Krystyna z Brunszwiku-Wolfenbüttel (1691-1750) |
| Pradziadkowie                    | Ludwik Filip I Orleański (1725-1785) ∞1743 Ludwika Henrietta de Bourbon-Conti (1726-1759) | Ludwik Filip I Orleański (1725-1785) ∞1743 Ludwika Henrietta de Bourbon-Conti (1726-1759)         | Ludwik Jan Maria de Bourbon (1725-1793) ∞ Maria Teresa Felicyta d’Este (1726-1754)        | Ludwik Jan Maria de Bourbon (1725-1793) ∞ Maria Teresa Felicyta d’Este (1726-1754)        | Karol III Hiszpański (1716-1788) ∞1738 Maria Amalia Saksońska (1724-1760)   | Karol III Hiszpański (1716-1788) ∞1738 Maria Amalia Saksońska (1724-1760)   | Franciszek I Lotaryński (1708-1765) ∞1736 Maria Teresa Habsburg (1717-1780) | Franciszek I Lotaryński (1708-1765) ∞1736 Maria Teresa Habsburg (1717-1780)                 |
| Dziadkowie                       | Ludwik Filip II Orleański (1747-1793) ∞1769 Ludwika Maria Adelajda de Bourbon (1753-1821) | Ludwik Filip II Orleański (1747-1793) ∞1769 Ludwika Maria Adelajda de Bourbon (1753-1821)         | Ludwik Filip II Orleański (1747-1793) ∞1769 Ludwika Maria Adelajda de Bourbon (1753-1821) | Ludwik Filip II Orleański (1747-1793) ∞1769 Ludwika Maria Adelajda de Bourbon (1753-1821) | Ferdynand I Burbon (1751-1825) ∞1768 Maria Karolina Habsburg (1752-1814)    | Ferdynand I Burbon (1751-1825) ∞1768 Maria Karolina Habsburg (1752-1814)    | Ferdynand I Burbon (1751-1825) ∞1768 Maria Karolina Habsburg (1752-1814)    | Ferdynand I Burbon (1751-1825) ∞1768 Maria Karolina Habsburg (1752-1814)                    |
| Rodzice                          | Ludwik Filip I (1773-1850) ∞1809 Maria Amelia Burbon-Sycylijska (1782-1866)               | Ludwik Filip I (1773-1850) ∞1809 Maria Amelia Burbon-Sycylijska (1782-1866)                       | Ludwik Filip I (1773-1850) ∞1809 Maria Amelia Burbon-Sycylijska (1782-1866)               | Ludwik Filip I (1773-1850) ∞1809 Maria Amelia Burbon-Sycylijska (1782-1866)               | Ludwik Filip I (1773-1850) ∞1809 Maria Amelia Burbon-Sycylijska (1782-1866) | Ludwik Filip I (1773-1850) ∞1809 Maria Amelia Burbon-Sycylijska (1782-1866) | Ludwik Filip I (1773-1850) ∞1809 Maria Amelia Burbon-Sycylijska (1782-1866) | Ludwik Filip I (1773-1850) ∞1809 Maria Amelia Burbon-Sycylijska (1782-1866)                 |
| Franciszek Orleański (1818-1900) |                                                                                           |                                                                                                   |                                                                                           |                                                                                           |                                                                             |                                                                             |                                                                             |                                                                                             |